# Man from Sonora
Man from Sonora è un film del 1951 diretto da Lewis D. Collins.
È un western statunitense con Johnny Mack Brown, Phyllis Coates e, Lyle Talbot.

## Produzione
Il film, diretto da Lewis D. Collins su una sceneggiatura di Maurice Tombragel, fu prodotto da Vincent M. Fennelly per la Transwestern Pictures e girato nel novembre 1950. Il titolo di lavorazione fu Man from El Paso.

## Distribuzione
Il film fu distribuito negli Stati Uniti dall'11 marzo 1951 al cinema dalla Monogram Pictures.

## Promozione
La tagline è: ALL NEW ACTION THRILLS!.